# Gezag van gewijsde
Met de uitdrukking gezag van gewijsde (Latijn auctoritas rei iudicatae) wordt de bindende kracht van een vonnis of arrest aangeduid. Deze houdt in dat de beslissing voor partijen bindend is en dat met name in latere processen tussen dezelfde partijen onbetwistbaar vastligt wat de rechter omtrent de rechtsbetrekking tussen deze partijen in de uitspraak heeft beslist. Ook een arbitrale uitspraak heeft gezag van gewijsde.

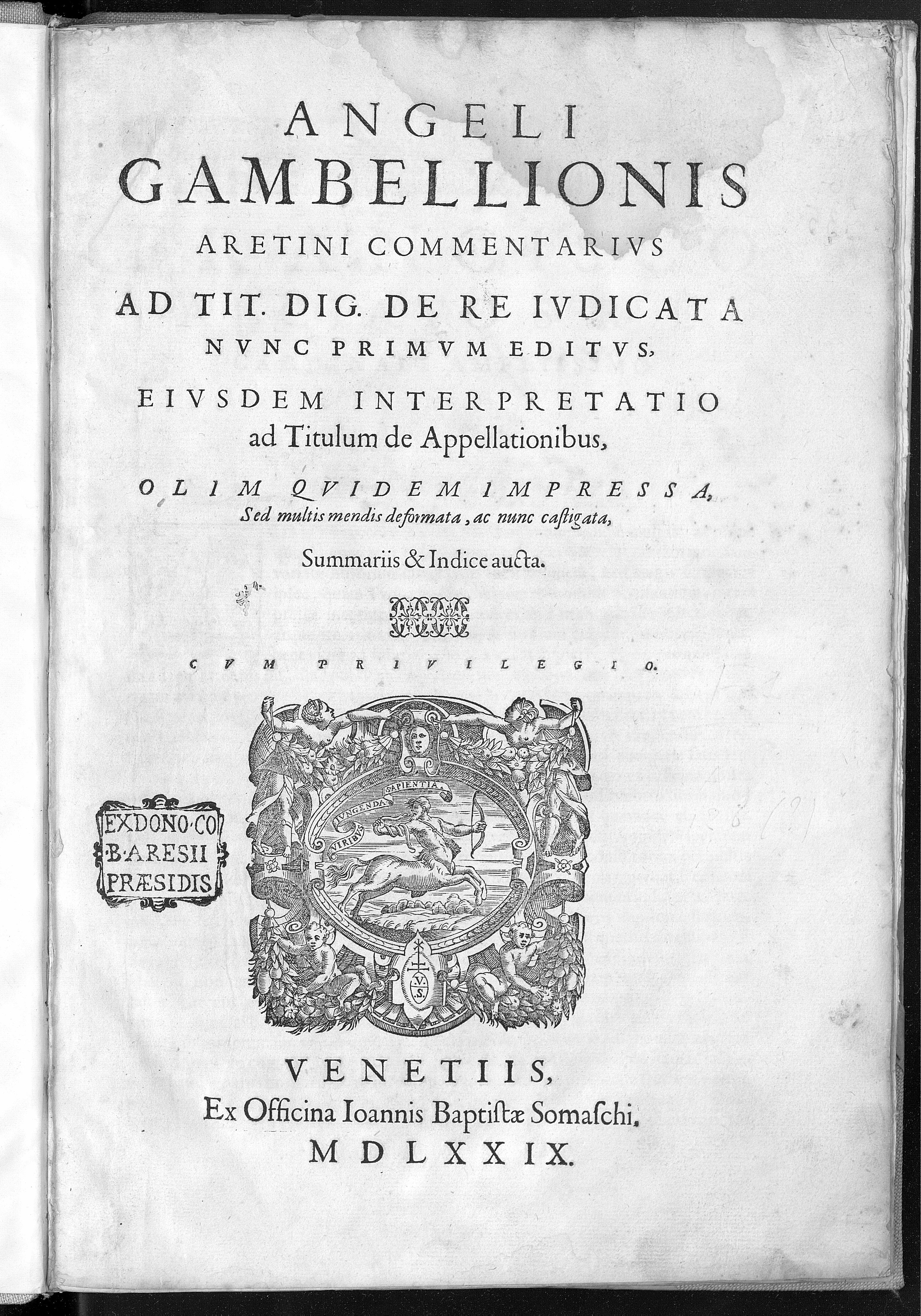
Angelo Gambiglioni, De re iudicata, 1579

Het gaat om de juridische waarheid: wat de rechter beslist over de feiten en de daaraan te verbinden rechtsgevolgen, is niet "de" waarheid, maar wordt beschouwd als de waarheid zoals die wordt gezien vanuit een juridisch perspectief. Het is nodig om dit gezag aan een rechterlijke uitspraak te geven, omdat geschillen in een maatschappij op een bepaald moment beëindigd moeten worden. Zo wordt het uitdrukkelijk gesteld door het Hof van Cassatie van België: "Het gezag van gewijsde steunt op de noodzakelijkheid te beletten dat eenzelfde betwisting altijd zou blijven duren". Ook in het Nederlands recht is het gezag van gewijsde een belangrijk beginsel.
Het gaat als juridische waarheid ook om een "voorlopige" waarheid, tot de uitspraak in kracht van gewijsde is gegaan (niet meer vatbaar voor de aanwending van een rechtsmiddel).

## Nederland
In het Nederlandse recht is voor een beroep op gezag van gewijsde vereist dat het vonnis of arrest in kracht van gewijsde is gegaan.
Vonnissen in kort geding gaan wel in kracht van gewijsde, maar hebben geen gezag van gewijsde. Dit volgt uit artikel 257 van het Wetboek van Burgerlijke Rechtsvordering. In een kortgedingprocedure kunnen alleen voorlopige voorzieningen worden getroffen die naar hun aard dan ook niet de rechtsverhouding tussen partijen bindend vast kunnen stellen of wijzigen. Indien men dat wel wil moet een uitgebreidere procedure gevoerd worden bij de bodemrechter.

## België
In het Belgische recht geldt het gezag van gewijsde van een uitspraak onmiddellijk (art. 24 Ger.W.), ook als de uitspraak nog niet in kracht van gewijsde is gegaan, en zolang de uitspraak niet vernietigd is (art. 26 Ger.W.). De rechter hoeft ook niet ambtshalve na te gaan of de ingeroepen uitspraak inmiddels vernietigd is.